# Jacques d'Elbiest
Jacques d'Elbiest, mort en 1477, est un prélat breton du XVe siècle .  

## Biographie
Jacques d'Elbiest est le second fils de Jean d'Elbiest, seigneur de Thouaré-sur-Loire, et de Jeanne du Chastellier. Il est chanoine et scholastique de Nantes lorsqu'il est élu par le chapitre de chanoines évêque de Nantes en 1477, mais il meurt 4 mois après son élection sans avoir été confirmé

## Héraldique
Ss armoiries sont : d'argent à la bande de gueules chargé de trois coquilles d'or.